# Can You Hear Me?
"Can You Hear Me?" é o sétimo episódio da 12.ª temporada da série de ficção científica britânica Doctor Who, transmitido originalmente através da BBC One em 9 de fevereiro de 2020. Foi escrito por Charlene James e o showrunner da série, Chris Chibnall, sendo dirigido por Emma Sullivan.
O episódio apresenta Jodie Whittaker como a Décima terceira Doutora, ao lado de Bradley Walsh, Tosin Cole e Mandip Gill como seus acompanhantes, Graham O'Brien, Ryan Sinclair e Yasmin Khan, respectivamente. Na história, eles são perseguidos por um ser estranho que os obriga a enfrentar seus piores medos.

## Enredo
Depois que a Doutora deixa Graham, Ryan e Yasmin em casa em Sheffield por algumas horas, Graham tem uma visão de uma mulher presa pedindo sua ajuda. Enquanto isso, Yaz e o amigo de Ryan, Tibo, têm pesadelos e ao acordarem encontram um homem de roupa escura. Ryan testemunha os dedos do homem se soltando e se inserindo no ouvido de Tibo antes de desaparecer junto com ele. Enquanto isso, a Doutora recebe um alerta de 1380 em Alepo, Síria, onde ela encontra Tahira, que está sendo aterrorizada por uma criatura ameaçadora que levou todo mundo do hospital psiquiátrico. Depois dos acompanhantes ligarem para a Doutora para contar o que aconteceu com eles, ela os leva para os planetas colidindo na visão de Graham, depois de usar os circuitos telepáticos da TARDIS para encontrá-los. Eles pousam em um nave perto dos planetas, onde encontram uma pequena estrutura prisional que evita que os planetas colidam. A nave abriga uma fonte de energia, guardada por uma trava de flutuação quântica que alimenta a prisão, enviando um sinal pelos dedos do homem.
Tahira, Graham, Ryan e Yasmin vagam pela nave e são capturados pelo homem, prendendo-os em seus pesadelos. A Doutora consegue abrir a trava e o homem a confronta e se apresenta como Zellin, um deus imortal. Ele revela que era seu plano usar os humanos capturados para atrair a Doutora para lá e induzi-la a abrir a trava. A prisioneira é na verdade outra deusa imortal, Rakaya. Zellin estava transmitindo os pesadelos dos humanos capturados para manter Rakaya sã. Os dois deuses se deleitam em semear o caos em seres mortais, o que levou os planetas em colisão a se voltar contra eles e aprisionar Rakaya.
A Doutora é presa quando os deuses vão à Terra para se alimentar dos pesadelos da humanidade, mas ela consegue escapar e libertar os outros. Capaz de controlar os dedos separados de Zellin, ela também percebe que a criatura em Alepo surgiu dos pesadelos de Tahira e, consequentemente, não pode atacá-la. A Doutora atrai os deuses para Alepo com a ajuda da criatura e usando os dedos de Zellin ela os prende na prisão.
Depois, é revelado que três anos antes de suas viagens com a Doutora começarem, Yaz estava pensando em suicídio. Ela foi parada por uma policial, que aposta 50 centavos que a sua vida melhoraria. No presente, Yaz visita a policial para lhe entregar o dinheiro. De volta à TARDIS, Graham confidencia a Doutora sobre seu medo de seu câncer voltar e Ryan está pensando com Yaz sobre como suas viagens com a Doutora está distanciando-os de seus amigos e familiares. A Doutora, por sua vez, diz que eles vão ver Frankenstein.

### Continuidade
Em um discurso para a Doutora, Zellin menciona o Celestial Toymaker (do serial do Primeiro Doutor de mesmo nome), os Guardiões (de várias seriais do Quarto e Quinto Doutor) e os Eternos (de Enlightenment, com o Quinto Doutor).

## Produção
"Can You Hear Me?" foi escrito por Charlene James e o showrunner da série, Chris Chibnall. Foi dirigido por Emma Sullivan, que também dirigiu o oitavo episódio durante o quarto bloco de produção da 12.ª temporada.
Ian Gelder interpreta Zellin neste episódio, tendo aparecido aparecido como Dekker no spin-off Torchwood: Children of Earth e dublando os Remanescentes em "The Ghost Monument". Sharon D. Clarke reprisa seu papel como a falecida esposa de Graham, Grace.

## Transmissão e recepção
| Críticas profissionais            | Críticas profissionais |
| Pontuações agregadas              | Pontuações agregadas   |
| Fonte                             | Avaliação              |
| --------------------------------- | ---------------------- |
| Rotten Tomatoes (Pontuação Média) | 6,64/10                |
| Rotten Tomatoes (Tomatometer)     | 67%                    |
| Avaliações da crítica             |                        |
| Fonte                             | Avaliação              |
| The A.V. Club                     | B–                     |
| Metro                             | [ 8 ]                  |
| Radio Times                       | [ 9 ]                  |
| The Independent                   | [ 10 ]                 |
| The Telegraph                     | [ 11 ]                 |

"Can You Hear Me?" foi transmitido originalmente na BBC One em 9 de de fevereiro de 2020. O episódio foi assistido por 3,81 milhões de espectadores no dia da exibição, tornando-o o sétimo programa mais assistido do dia no Reino Unido. Ao todo, o episódio recebeu um total oficial de 4,90 milhões de telespectadores em todos os canais do Reino Unido. Teve uma pontuação de 78 no Índice de Avaliação do Público.
O episódio recebeu uma aprovação de 67% e uma classificação média de 6,64 /10 no site agregador de críticas Rotten Tomatoes, com base em 15 avaliações. O consenso do site diz: "'Can You Hear Me?' tem muitas ideias e alguns fantasmas decentes, mas boas intenções não podem levar um episódio a uma conclusão satisfatória".
Perto do fim, Graham discute com a Doutora o impacto emocional dos pesadelos que teve e diz que está com medo de que seu câncer possa voltar, apesar dos seus exames recentes; a Doutora menciona ser socialmente desajeitada e diz que ficará no console da TARDIS e esperançosamente pensará na coisa certa a dizer. Essa cena foi examinada por críticos e fãs, com alguns criticando a Doutora como desdenhosa e outros a elogiando como sendo algo com o qual eles poderiam se relacionar. Em resposta a e-mails com reclamações enviados à BBC, os espectadores foram informados de que a cena "nunca deveria ser considerada como desdenhosa. O amigo da Doutora ficou assustado e nós a vemos lutando para lidar com a gravidade da situação", e que "a intenção da cena era reconhecer o quão difícil pode ser lidar com conversas sobre esse assunto. As pessoas nem sempre têm as palavras certas para dizer na hora certa e isso muitas vezes pode levar a sentimentos de culpa. Ao mostrar a Doutora lutando para encontrar as palavras certas, a intenção era simpatizar com todos aqueles que podem ter se encontrado em uma posição semelhante ".